# Cotangente hiperbólica

Gráfico da função cotangente hiperbólica.

A cotangente hiperbólica é uma função hiperbólica. É obtida a partir da razão entre cosseno hiperbólico e o seno hiperbólico, de forma similar à relação trigonométrica da cotangente. É representado por {\displaystyle {\text{cotgh}}(x)} ou {\displaystyle \coth(x)} e expresso matematicamente por:
{\displaystyle \operatorname {cotgh(x)} ={\cosh(x) \over {\text{senh(x)}}}={{e^{x}+e^{-x} \over 2} \over {e^{x}-e^{-x} \over 2}}}
que, por fim, resulta em:
{\displaystyle \operatorname {cotgh(x)} ={e^{x}+e^{-x} \over {e^{x}-e^{-x}}}}

## Características
O domínio da função está definido para {\displaystyle (-\infty ,0)} e {\displaystyle (0,+\infty )} e seu contradomínio fica definido para o intervalo {\displaystyle (-\infty ,-1)} e {\displaystyle (1,+\infty )}. A função apresenta uma assíntota horizontal em {\displaystyle y=-1} e em {\displaystyle y=1}. Em ambos lados da assíntota nós encontramos uma função monótona estritamente decrescente.

### Derivada
A derivada da função é:
{\displaystyle {\frac {\mathrm {d} }{\mathrm {d} x}}\operatorname {cotgh} x=1-\operatorname {cotgh} ^{2}x=-{\frac {1}{\sinh ^{2}x}}=-\operatorname {csch} ^{2}x}

### Teorema de adição
A função cotangente hiperbólica, como demonstra o teorema de adição, pode-se ser sintetizada como:
{\displaystyle \operatorname {cotgh} (\alpha +\beta )={\frac {1+\operatorname {cotgh} \alpha \,\operatorname {cotgh} \beta }{\operatorname {cotgh} \alpha +\operatorname {cotgh} \beta }}}